# Высочанский, Иван Тимофеевич
Иван Тимофеевич Высочанский (1905 год — 1988 год) — бригадир колхоза «Заповедь Ильича» Арбузинского района Николаевской области, Украинская ССР. Герой Социалистического Труда (1948).
Участник Великой Отечественной войны. 
В 1947 году полеводческая бригада Ивана Высочанского собрала в среднем по 30,3 центнеров пшеницы с каждого гектара на участке площадью 18 гектаров. Указом Президиума Верховного Совета СССР от 16 февраля 1948 года «за получение высоких урожаев пшеницы, ржи, кукурузы и сахарной свеклы, при выполнении колхозом обязательных поставок и натуроплаты за работу МТС в 1947 году и обеспеченности семенами зерновых культур для весеннего сева 1948 года» удостоен звания Героя Социалистического Труда с вручением ордена Ленина и золотой медали «Серп и Молот».